# Pennsylvaniatyska

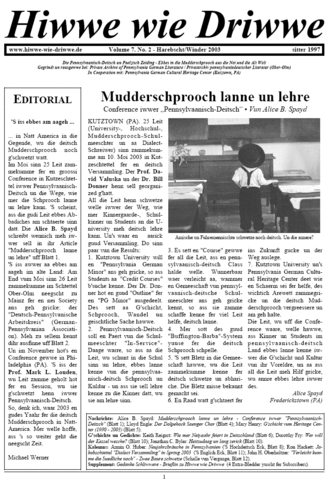
Tidningens Hiwwe wie Driwwe huvudsida år 1997

Pennsylvaniatyska är ett högtyskt språk som fortfarande finns kvar hos bland annat vissa religiösa grupper i USA som till exempel amish. Det sägs komma från sydvästra Tyskland på 1600-talet och är nära besläktat med pfalziskan (Pälzisch) som talas i Pfalz i sydvästra Tyskland. Språket talas av ungefär 250 000 människor. Språket anses vara hotat.
Språket skrivs med latinska alfabetet. Bibeln översattes i sin helhet till pennsylvaniatyska år 2013. En tidning på pennsylvaniatyska vid namn Hiwwe wie Driwwe ges ut och den är världens enda tidning på pennsylvaniatyska.
Språket kallas på engelska ofta för Pennsylvania Dutch, vilket inte beror på att det är en typ av nederländska (dutch), utan är en kvarleva från när ordet dutch på engelska avsåg alla talare av ett västgermanskt språk i Kontinentaleuropa. Det talas mest i provinsen Ontario i Kanada, i delstaterna Ohio, Pennsylvania, Indiana, Maryland och Virginia men även i North Carolina i USA. 

## Fonologi

### Vokaler
|           | Främre | Central | Bakre |
| --------- | ------ | ------- | ----- |
| Sluten    | i      |         | u     |
| Halvöppen | e      |         | o     |
| Öppen     |        | a       |       |

Det finns tre diftonger: [ai], [au] och [oi]. 
Källa:

### Konsonanter
|             | Bilabial | Labiodental | Dental | Palatal | Velar  | Glottal |
| ----------- | -------- | ----------- | ------ | ------- | ------ | ------- |
| Nasal       | m        |             | n      |         | ŋ      |         |
| Klusil      | p \| b   |             | t \| d |         | k \| g |         |
| Affrikat    |          |             | t͡s     | t͡ʃ      |        |         |
| Frikativ    |          | f           | s      | ʃ       | x      | h       |
| Lateral     |          |             | l      |         |        |         |
| Tremulant   |          |             | r      |         |        |         |
| Approximant | w        |             | ɺ      | j       |        |         |

Källa:

## Författare på pennsylvaniatyska
- Solomon DeLong
- H. L. Fischer
- Louis August Wollenweber
- Thomas C. Zimmerman